# Schlacht von Sant Esteve d’en Bas
Philippsburg – Koblenz – Walcourt – Bantry Bay – Mainz – Bonn – Fleurus – Beachy Head – Boyne – Staffarda – Québec – Mons – Cuneo – Leuze – Aughrim – Barfleur/La Hougue – Namur 1 – Steenkerke – Lagos – Neerwinden – Marsaglia – Charleroi – Torroella – Camaret – Texel – Sant Esteve d'en Bas – Gerona – Dixmuyen – Namur 2 – Brüssel –  Ath – Cartagena – Barcelona
Die Schlacht von Sant Esteve d’en Bas fand am 10. März 1695 an der katalanischen Front des Pfälzischen Erbfolgekrieges statt. Sie wurde zwischen einer Abteilung französischer regulärer Infanterie unter dem Kommando von Brigadier Urbain Le Clerc de Juigné, dem Gouverneur des nahegelegenen französischbesetzten Castellfollit de la Roca, und 16 Kompanien katalanischer Miquelets und einigen bewaffneten Bauern unter dem Befehl von Ramon de Sala i Saçala, dem Veguer der Stadt Vic, ausgetragen. Juignés Streitkraft befand sich auf einer Strafexpedition, bei der das Dorf Sant Esteve d’en Bas, dessen Bewohner sich geweigert hatten, der französischen Armee Kriegsabgaben zu entrichten, niedergebrannt werden sollte. Hierbei wurden die Franzosen von den katalanischen Milizen in zwei Gefechten angegriffen und nahezu aufgerieben.
Die erste und blutigere Auseinandersetzung fand im Wald von Malatosquera und der Brücke von Sant Roc statt, wo die Franzosen 500 Mann durch Tod oder Verwundung verloren. Geschlagen zog sich Juigné mit seinen verbliebenen Männern nach Olot zurück, wo sie sich in einem Konvent verschanzten. Die Katalanen zwangen die Franzosen durch Inbrandsetzung des Gebäudes zur Aufgabe. Bei mit sieben Gefallenen und fünf Verwundeten nur geringen Verlusten töteten die Miquelets und die Bauern unter Sala i Saçala 260 Franzosen und nahmen 826 gefangen. Juigné war unter den Gefallenen. Der französischen Niederlage folgte nur einen Monat später die Blockade der französischen Garnisonen von Castellfollit und Hostalric durch spanische Truppen. Wegen der Unmöglichkeit, beide Stellungen zu halten, entschlossen sich die Franzosen, die Festungen niederzureißen und zu evakuieren.

## Hintergrund

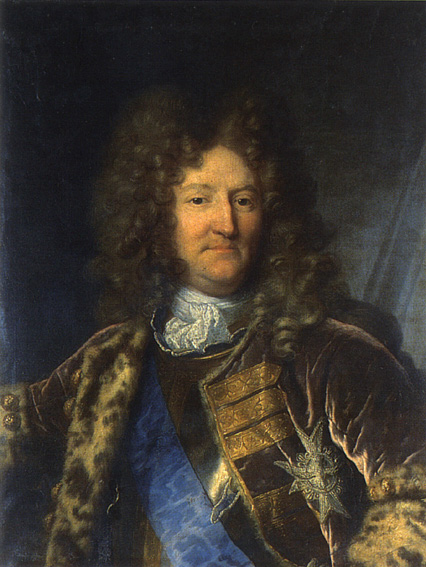
Porträt von Anne Jules de Noailles von Hyacinthe Rigaud, 1691. Grenoble, musée des Beaux-arts

Katalonien war einer der Hauptkriegsschauplätze im Pfälzischen Erbfolgekrieg. Für den spanischen Vizekönig von Katalonien, den Herzog von Villahermosa, war die erste Phase des Konflikts geprägt von einem Mangel an Mitteln und wegen der Revolte der Barretinas schlechten Beziehungen zur Bauernschaft. 1689 sagte der Admiral von Kastilien, Juan Gaspar Enríquez de Cabrera, zum spanischen Staatsrat, dass „die beste Entlastung, die Katalonien angedeihen kann, die äußerer Fähigkeiten ist, die aus Flandern, Mailand oder Navarra erreicht werden kann.“ Die französische Armee unter dem Herzog von Noailles litt jedoch ebenfalls unter Nachschubmangel und so herrschten Materialschlachten in den ersten vier Jahren des Krieges vor. 1694 bewilligte König Ludwig XIV. seiner Armee in Katalonien größere Mengen an Ressourcen und so konnte Noailles die spanische Verteidigung durchbrechen, indem er die spanische Armee in der Schlacht von Torroella, an den Ufern des Ter schlagen und die Häfen von Roses, Palamós und Cadaqués sowie die wichtige Stadt Girona einnehmen konnte.
1695 mussten das französische Oberkommando feststellen, dass die Bewohner der von den Franzosen besetzten Gebiete nur widerwillig Kriegsabgaben entrichteten, weshalb es begann, einen organisierten und immer erfolgreicheren Widerstand zu unterdrücken. Im Winter 1694/95 schlugen die Bewohner von Calella eine Strafexpedition von 800 bis 1000 Mann Stärke, die die Franzosen von der Festung Blanes entsandt hatten, zurück und töteten zwischen 60 und 100 Soldaten. Französische Truppen wurden auch von katalanischen Milizen, den Miquelets, belästigt, die Noailles’ Männern in Wäldern und auf Höhenzügen Hinterhalte legten. Einer der hierbei erfolgreichsten Anführer war Kapitän Ramon de Sala i Saçala, dem Veguer von Vic, der während des Winters zweimal siegreich gegen die Franzosen war: im späten Dezember überrannte er einen Konvoi auf dem Weg nach Hostalric, wobei er 25 französische Soldaten töten und 25 gefangen nehmen konnte, und am 24. Februar schlug er eine Kompanie französischer Dragoner bei Navata, wobei er 7 Männer töten und 28 weitere sowie 32 Pferde festsetzen konnte.
Eines der Dörfer, das sich geweigert hatte zu zahlen, war Sant Esteve d’en Bas. Obwohl eine Abteilung Franzosen das Dorf zur Strafe ausplünderte, weigerten sich die Dorfbewohner noch immer zu gehorchen. Eine Streitmacht aus 700 Mann wurde am 28. Dezember ausgesandt, um die Stadtältesten gefangen zu nehmen, doch die Franzosen fanden das Dorf verlassen vor und plünderten es erneut, wobei sie zwei Priester als Geiseln nahmen. Als sich die Bewohner der Gegend im März 1695 noch immer rebellische zeigten, befahl Monsieur de Saint-Sylvestre, der französische Gouverneur von Girona, dem Brigadier Juigné, dem Kommandanten der Garnison von Castellfollit, das Dorf mit 1.300 Mann der Garnison und aus Figueres, Banyoles und Besalú ein drittes Mal zu bestrafen. Diese Truppen wurden vom deutsch-elsässischen Regiment, dem Schweizer Manuel und Schellenberg-Regimentern und dem französischen königlichen Artillerie-Regiment gestellt. Philippe de Courcillon, ein berühmter französischer Tagebuchschreiber, bezeichnete sie als Teil der „besten Truppen dieses Landes“.

## Schlacht

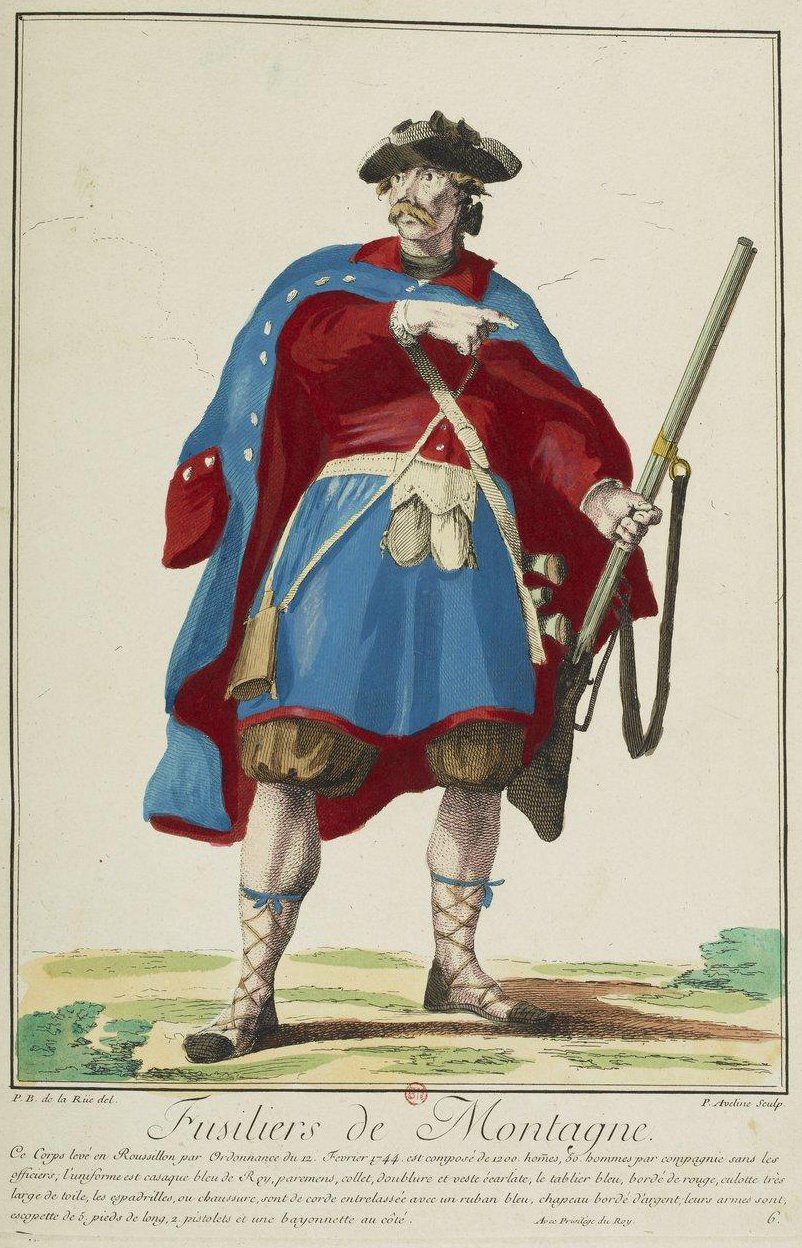
Ein Miquelet von Philibert-Benoist de La Rue

Die französische Streitmacht verließ Castellfollit am Abend des 9. März, passierte Olot in einiger Entfernung und verbrachte die Nacht bei der palanca de Cudella, einer Furt am Fluss Fluvià. In der Morgendämmerung entdeckten einige Bauern und Miquelets sie und schickten eine Warnung nach Sant Esteve d’en Bas. Frauen und Kinder suchten Schutz in den umgebenden Bergen während die Männer sich auf den Kampf gegen die französische Kolonne vorbereiteten. Sie schickten zudem um Hilfe nach Ramon de Sala i Saçala, der sich mit den Kapitänen Josep Mas de Roda und Pere Baliart i Teula im Nachbarort Sant Feliu de Pallerols befand, um dort drei neue Kompanien Miquelets auszuheben. Unterdessen kam Juigné in la Vall d’en Bas –dem Bas-Tal – an, ließ eine Nachhut in El Mallol zurück und bezog Stellung auf dem Hügel von Puigpardines. Von dort aus schickte er ein Drittel seiner Leute aus, um Sant Esteve niederzubrennen. Die Franzosen hatten bereits 16 Gebäude in Brand gesetzt, als Ramon de Sala an der Spitze von 8 Kompanien Miquelets und Pere Baliart an der Spitze weiterer 8 im Dorf eintraf und die Franzosen zwang, zurück zu Juignés Stellung zu fliehen.
Auf dem Hügel von Puigpardines hatte sich Juigné schon gegen 80 bewaffnete Bauern aus dem lokalen Sometent zu wehren, als die Ankunft von Salas, Mas’ und Baliarts Miquelets ihn zum Rückzug bewog. Als sie versuchten, zurück über den Fluvià zu fliehen, fanden sie den Weg versperrt. Juigné entschloss sich darauf, eine Flucht nach Olot über den Wald von Malatosquera und über die Brücke von Sant Roc zu versuchen, doch die Katalanen hatten dies bereits erwartet. Sala teilte seine Miquelets in zwei Gruppen aus je 300 Mann und während Josep Mas de Roda die erste dieser Gruppen anführte, die Franzosen verfolgte und im Wald angriff, blockierte mit der zweiten Gruppe die Brücke von Sant Roc. Während des Kampfes unter den Bäumen verlor Juigné 25 Mann und Teile der Munition.

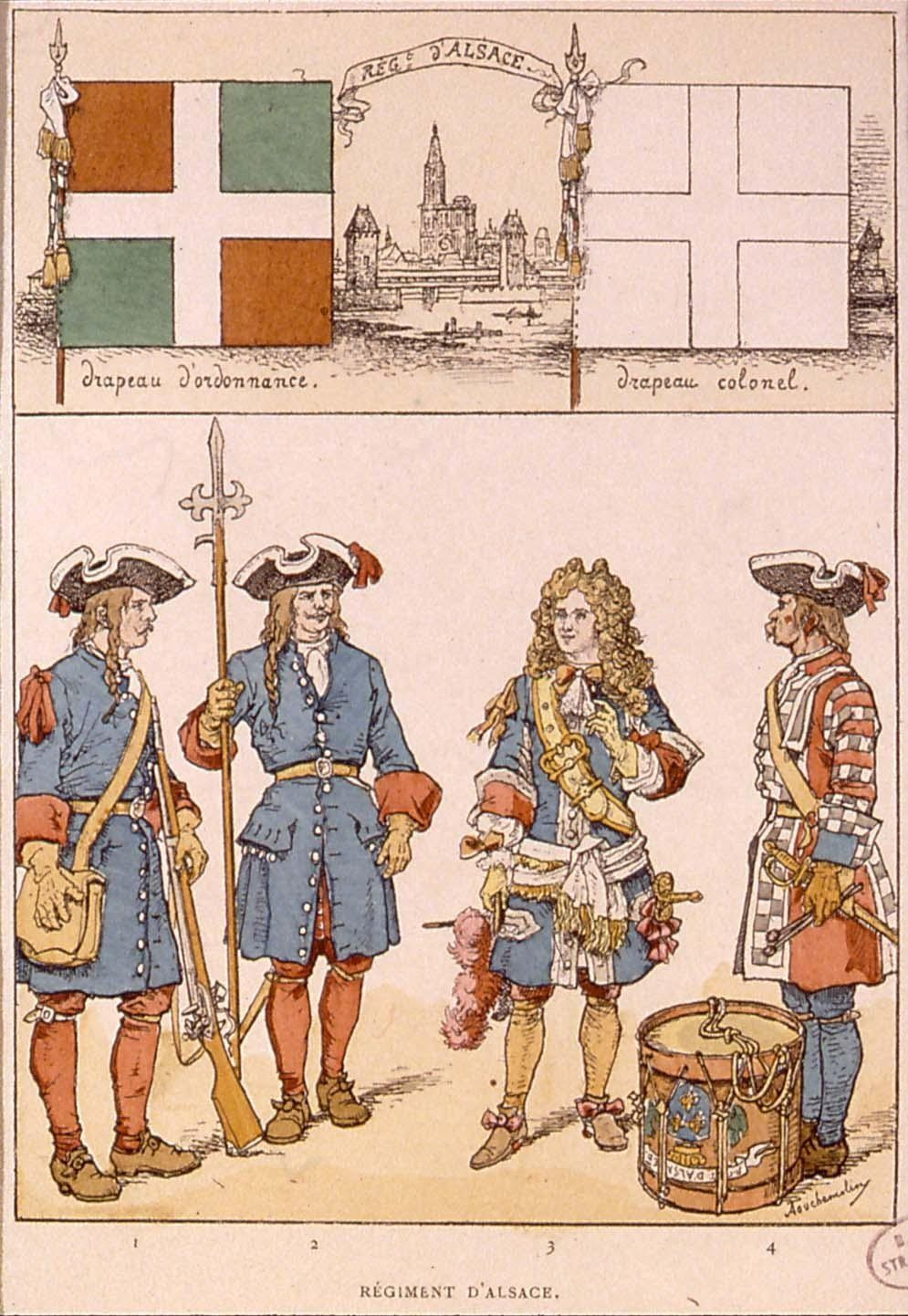
Grenadier, Sergeant, Offizier und Trommler des régiment d’Alsace 1696, von Alfred Touchemolin

Trotz dieser Angriffe gelang es der französischen Kolonne die Kontrolle über die Brücke zu erlangen und an das andere Ufer des Fluvià zu gelangen. Beim Übersetzen feuerten die Miquelets und die Bauern von Süden aus auf die fliehenden Franzosen und töteten 70 der Soldaten. Charles Sevin de Quincy, einem zeitgenössischen französischen Artilleriegeneral und Militärhistoriker während der Herrschaft Ludwigs XIV., zufolge konnte sich Juignés Korps wohlgeordnet nach Olot zurückziehen. Andererseits behauptet Esteve Paluzie i Cantalozella, ein katalanischer Lokalhistoriker des 19. Jahrhunderts, dass französischen Truppen kopflos geflohen seien und den Katalanen 150 Gefangene zurückließen, die unter schwerer Eskorte nach Sant Esteve d'en Bas gebracht wurden.
In Olot angekommen bezogen die meisten von Juignés Männern Stellung im Konvent von El Carme, während sich 90 Schweizer Soldaten aus der Nachhut im Hospital des Dorfes verschanzten. Während sich die Schweizer Truppen dem Ansturm der angreifenden Katalanen schnell ergaben, hielt der Großteil der französischen Abteilung mit Juigné selbst für zwei Stunden die Stellung. Die Miquelets und Bauern umzingelten das Gebäude und konnten eine Bresche in die Mauern schlagen, nur um im Nahkampf zurückgeschlagen zu werden. Dabei verloren sie mit zwei Getöteten und einem Verwundeten drei Mann. Salas Männer durchbrachen die Mauern einer Kapelle und stürmten das Konvent erneut, doch als sich die Franzosen im Innern sammelten, wurde der Angriff erneut zurückgeschlagen. Sala befahl daraufhin, die Tore des Gebäudes in Brand zu setzen, doch die Franzosen verschütteten die so entstandene Lücke mit Steinen und Mauerwerk. Den Katalanen gelang es jedoch schließlich, das Gebäude zu betreten, indem sie große Mengen von Pech und Schwefel an den zwei erreichten Durchbrüchen anzündeten. Das Feuer und der Rauch blendeten die Franzosen und nahmen ihnen den Atem, woraufhin sie sich in den Kreuzgang des Konvents zurückzogen. Bald darauf erbat Juigné, der im Kampf schwer verwundet worden war, Unterhandlungen und ergab sich.

## Nachspiel
Die französische Abteilung ergab sich unter dem Versprechen, dass die Offiziere nicht entblößt werden sollten, doch wurden alle Soldaten als Kriegsgefangene genommen und übergaben ihre Waffen und Wertsachen den Franzosen. Juigné verblieb zusammen mit 136 anderen verwundeten Soldaten und einem deutschen Kapitän in Olot, um sich medizinisch behandeln zu lassen, verstarb aber bald darauf. Die französischen Verluste beliefen sich auf 251 bis 260 Mann Gefallene – darunter 32 Offiziere – und 826 Mann Gefangene, wohingegen die Miquelets nur 7 Gefallene und 5 Verwundete zu beklagen hatten. Diese Zahlen gelten als gesichert, da der französische Intendant von Girona, René Desgrigny, einen Brief an die Dorfältesten von Olot schickte, in dem er nach der Anzahl und dem Rang der Gefangenen fragte und die Möglichkeit eines Austauschs auslotete. In diesem Brief vermerkte Desgrigny, dass sich Monsieur Juigné glücklich schätzen könne, tot zu sein, da ihn die Niederlage ansonsten wohl teuer zu stehen gekommen wäre. Die 690 unversehrten französischen Gefangenen wurden zuerst nach Vic und später nach Barcelona gebracht, wo sie am 15. März ankamen. Ihr Einzug wurde von einer großen Menge an Menschen und dem spanischen Vizekönig, dem Marquis von Gastañaga beobachtet.

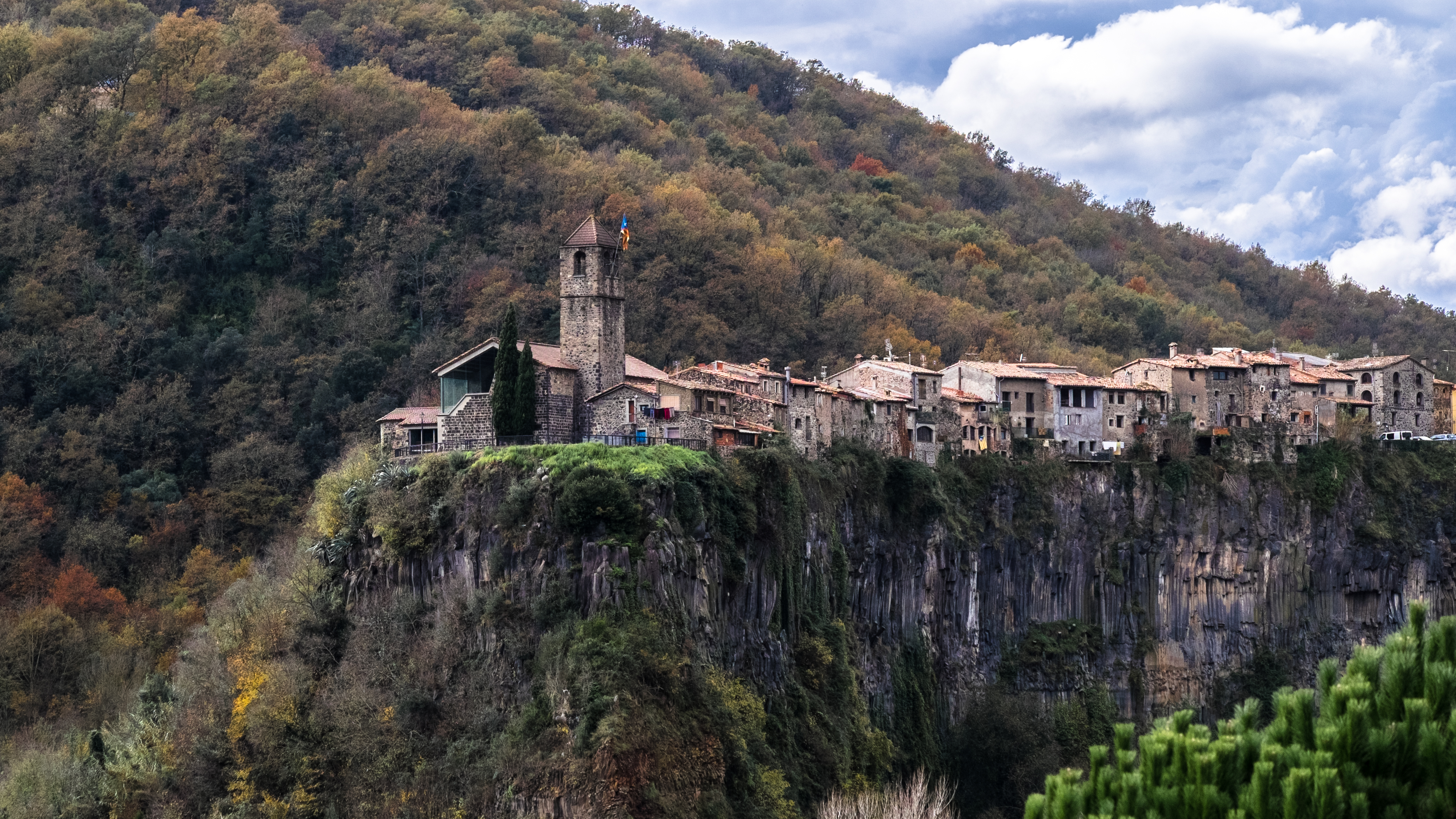
Blick von Castellfollit de la Roca (2014)

In den Wochen, die der Schlacht folgten, erhöhten die spanischen Truppen und die lokalen Milizen den Druck auf die Garnison von Castellfollit. Am 5. April schlugen katalanische Miquelets, unterstützt von fünf Kompanien Dragonern und einigen Bauern, eine Gruppe französischer Streitkräfte aus Berga und aus Castellfollit, wobei sie 60 Soldaten töteten und 200 gefangen nahmen. Noailles, zu diesem Zeitpunkt schon an Rheuma erkrankt, befahl Generalleutnant Saint-Sylvestre einen Konvoi zur Entlastung von Castellfollit zusammenzustellen. Dieser Konvoi wurde zum Schutz von 2.000 Mann Infanterie und 600 Mann Kavallerie eskortiert. Ein Korps bestehend aus Miquelets, spanischen Dragonern und Bauern unter dem Kommando von Blai de Trinxeria attackierte und besiegte diesen Konvoi am 15. April. Darauf fielen die französischen Garnisonen von Castellfollit und Hostalric unter eine effektive Blockade. Am 19. Mai versammelte Saint-Sylvestre eine 8.000 Mann Infanterie und 3.000 Mann Kavallerie starke Armee und entsetzte Hostalric, nicht jedoch Castellfollit, das weiterhin belagert wurde. Durch dieses partielle Scheitern entstanden Differenzen zwischen Noailles und Saint-Sylvestre.
Ende Juni ersetzte Ludwig XIV. Noailles durch Louis II. Joseph de Bourbon, duc de Vendôme. Noailles bezichtigte Saint-Sylvestre der Inkompetenz und auch, wie er es bereits bei anderen hohen Offizieren getan hatte, der Ausplünderung des Landes zum eigenen Vorteil, was die Bauern gegen die französischen Truppen aufgebracht und zum bewaffneten Widerstand provoziert habe. Am 8. Juli führte Vendôme seine Truppen vor Castellfollit. Die französische Garnison, die die Bevölkerung vertrieben und bereits ihre Pferde und Maultiere gegessen hatte und durch Desertionen dezimiert worden war, war in einer unhaltbaren Stellung und Vendôme war nur gekommen, um die verbleibenden Reste zu evakuieren und die Festung zu schleifen. Als dies geschehen war, machte sich die französische Armee auf den Weg nach Hostalric und zerstörte auch dort die Verteidigungsstellungen. Am 28. Juli kehrte sie zurück nach Girona.